# Riutta (ö i Södra Karelen, Villmanstrand, lat 61,10, long 28,28)
Riutta är en ö i Finland. Den ligger i sjön Saimen och i kommunen Villmanstrand i den ekonomiska regionen  Villmanstrands ekonomiska region  och landskapet Södra Karelen, i den södra delen av landet, 210 km nordost om huvudstaden Helsingfors. Öns area är 64,1 hektar och dess största längd är 1,3 kilometer i nord-sydlig riktning.